# Yigoga alexandrae
Yigoga alexandrae là một loài bướm đêm trong họ Noctuidae.